# Rosey Grier
Roosevelt "Rosey" Grier (14 de julho de 1932, Cuthbert, Geórgia) é um ator, cantor, ministro cristão e ex jogador de futebol americano dos Estados Unidos. Formando-se com destaque na Universidade Estadual da Pensilvânia, ele seguiu a carreira profissional como atleta e jogou na National Football League por onze anos e foi eleito para o jogo das estrelas duas vezes.